# مطحنة بريك
مطحنة بريك واحدة من المعالم التراثية والصناعية في يعبد، جنوب غرب جنين في فلسطين. تجمع المطحنة بين التاريخ العائلي والإرث الصناعي والزراعي، وقد ارتبطت لعقود طويلة باسم عائلة بريك التي أدارتها جيلاً بعد جيل، وشكّلت علامة فارقة في الحياة الاقتصادية والاجتماعية للبلدة.

### التاريخ والنشأة
تأسست مطحنة بريك في بدايات القرن العشرين، لتكون من أوائل المطاحن التقليدية التي استخدمت الطاقة الميكانيكية في طحن الحبوب بالمنطقة. عملت المطحنة على مدار عقود في توفير الطحين لسكان البلدة والمناطق المجاورة، وكانت مركزًا هامًا في شبكة الإنتاج الغذائي المحلي.

### الدور الاقتصادي والاجتماعي
لم تكن المطحنة مجرد منشأة إنتاجية، بل شكلت فضاءً اجتماعيًا تفاعليًا، حيث اعتاد الفلاحون على التوافد لطحن محاصيلهم، مما عزز التبادل التجاري والاجتماعي. كما ساهمت المطحنة في خلق فرص عمل محلية ودعم الاقتصاد الريفي.

### المعدات والتقنيات
تطورت معدات المطحنة عبر الزمن من آلات يدوية إلى أنظمة تعمل بالطاقة الميكانيكية والكهربائية، مع الحفاظ على تقنيات الطحن التقليدي. وقد أظهرت دراسات تحليلية، من بينها دراسات على قياس جودة الطحين عبر التحليل اللوني وتحليل الرماد، أهمية المعدات المستخدمة في كفاءة الإنتاج.

### الحضور الإعلامي والتوثيقي
حظيت مطحنة بريك بتغطية إعلامية ضمن تقارير وثائقية أبرزت مكانتها التراثية ودورها في الحفاظ على الذاكرة الشعبية في البلدة.

### الأهمية الثقافية والهوية المحلية
تُعد المطحنة رمزًا لـالتراث المحلي في يعبد، وتمثل الذاكرة الجماعية لأهل البلدة الذين ارتبطوا بها وجدانيًا ومعيشيًا. وقد أظهرت دراسات في الاقتصاد الريفي وسلوك المستهلك – منها ما نُشر حول صناعة السكر في مصر – تشابهًا في أهمية المطاحن كمحور للعلاقة بين المنتجين والمستهلكين.